# Clathrinida
Ordre
Clathrinida est un ordre d'animaux de l'embranchement des éponges (les sont éponges des animaux sans organes ou appareils bien définis), et de la classe des éponges calcaires (Calcarea).

## Liste des familles
Selon World Register of Marine Species (1 mars 2016) :
- famille Clathrinidae Minchin, 1900
- famille Dendyidae De Laubenfels, 1936
- famille Leucaltidae Dendy & Row, 1913
- famille Leucascidae Dendy, 1893
- famille Leucettidae de Laubenfels, 1936
- famille Levinellidae Borojevic & Boury-Esnault, 1986
- Clathrinida incertae sedis Borojevic, Boury-Esnault, Manuel & Vacelet, 2002